# Acacia cocuyo
Acacia cocuyo é uma espécie de leguminosa do gênero Acacia, pertencente à família Fabaceae.